# Кумелаурта
Кумелаурта (груз. ქუმელაურთა) — село в Ахметському муніципалітеті (сільрада Омало), мхаре Кахеті, Грузія, поблизу гирла річок Алазані Тушеті та Алазані Хісо. Розташоване на висоті 1760 м над рівнем моря, на відстані 95 км від міста Ахмета. Згідно з даними перепису 2002 року, у селі вже ніхто не мешкає.
| Грузія | Це незавершена стаття з географії Грузії. Ви можете допомогти проєкту, виправивши або дописавши її. |